# Deidesheimer Stadtbefestigung

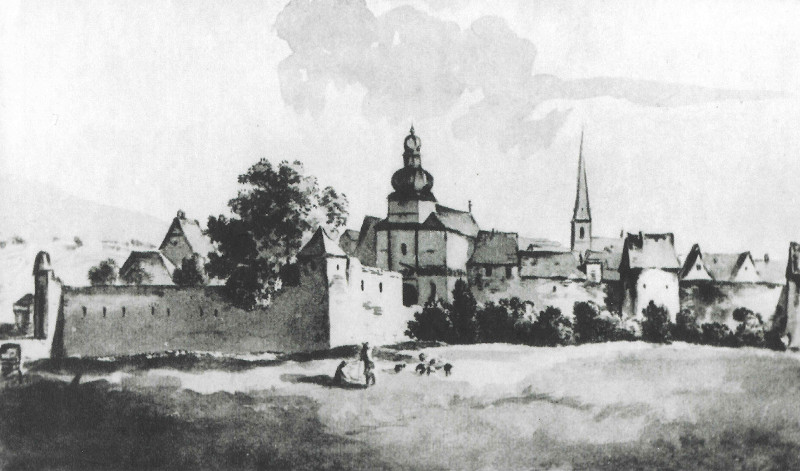
Die Stadtbefestigung von Süden: Im Vordergrund das „Landauer Tor“ mit Zwinger und Vortor. Zeichnung von Ferdinand Kobell, 1783

Die Stadtbefestigung von Deidesheim (Rheinland-Pfalz) war ein rautenförmiger Bering, der den Ort vor Angriffen schützen sollte. Neben der Stadtmauer gehörten Wehrtürme, der Stadtgraben und ein diesen umgebender Wall dazu. Die Wehranlage wurde spätestens ab 1360 errichtet und bezog die Burg mit ein. In Kriegszeiten war Deidesheim als Festung weitgehend unbedeutend. Es gibt heute nur noch wenige Überbleibsel der Anlage; sie gelten nach dem Denkmalschutzgesetz des Landes Rheinland-Pfalz als schützenswertes Kulturdenkmal.

## Geschichte

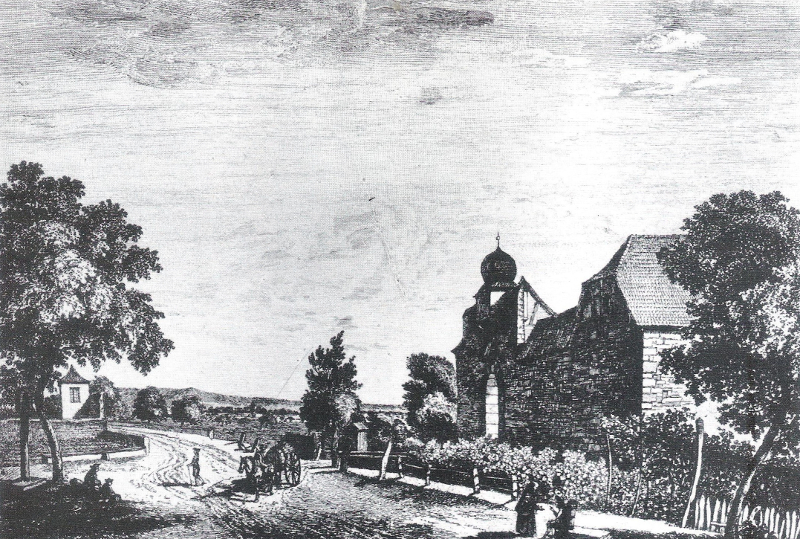
Das nördliche Stadttor, das sogenannte „Wormser Tor“. Radierung von H. Thierry, 1796

Die Stadtbefestigung ist eng mit der Entstehungsgeschichte und Stadtwerdung Deidesheims verknüpft. Die Orte Niederkirchen und Deidesheim bildeten ursprünglich eine Großgemarkung, zu der auch Forst und Ruppertsberg gehörten, und deren endgültige Aufteilung erst im 19. Jahrhundert erfolgte. Niederkirchen gilt als „Muttergemeinde“ von Deidesheim und Forst und wohl auch von Ruppertsberg. Die Deidesheimer Großgemarkung lag im nordwestlichen Teil des Hochstifts Speyer, und der Bischof von Speyer war deren Landesherr.
Die erstmalige zweifelsfreie Unterscheidung zwischen Niederkirchen und Deidesheim geschah durch schriftliche Erwähnungen als „in inferiori Dithensheim“ (1281) für Niederkirchen und „Oberndydenßheim“ für Deidesheim (1360). Bereits 1292 wurde eine Wasserburg indirekt erwähnt, bei der danebenliegenden Siedlung handelt es sich um Deidesheim. Die näheren Umstände hinsichtlich der Entstehung der Burg sind unbekannt, ebenso wie die Tatsache, ob beim Bau der Burg in einiger Entfernung zum alten Dorf Niederkirchen bereits an die Erhebung der neuen Siedlung zur Stadt gedacht wurde.
Es ist allerdings bekannt, dass Deidesheim nach dessen Entstehung ein schneller wirtschaftlicher Aufstieg gelang, wie eine Steuerstatistik von 1341 des Hochstifts Speyer belegt: So musste Deidesheim, das wohl gemeinsam mit Niederkirchen veranlagt wurde, jedes Jahr eine Steuer von 80 Pfund Pfennige aufbringen, mehr als andere Orte im Hochstift wie Hambach (70), Maikammer (70), Schifferstadt (40), Kirrweiler (28), Ruppertsberg (22) und Venningen (7).
Zum Schutz des florierenden Ortes reichte die Burg allein nicht mehr aus, deshalb wurde wohl bereits vor 1360 mit dem Bau einer Befestigungsanlage um Deidesheim begonnen. Der Speyerer Bischof Gerhard von Ehrenberg gestattete den Deidesheimer Bürgern, zu deren Finanzierung eine indirekte Steuer auf Wein zu erheben; sein Ziel war es auch, Deidesheim zur Stadt zu erheben. Dies gelang dann einem seiner Nachfolger, Nikolaus von Wiesbaden, im Jahr 1395. Die Vollendung der Stadtbefestigung zog sich allerdings bis in die Mitte des 15. Jahrhunderts hin, weil die benachbarte Kurpfalz versuchte, dies zu verhindern.
Die Stadtbefestigung konnte nach ihrer Fertigstellung in Friedenszeiten durchaus Schutz vor marodierenden Banden bieten; Wirtschaft und Handel Deidesheims konnten davon sehr profitieren. In Kriegszeiten dagegen konnte die Befestigungsanlage ihre Schutzfunktion nur bedingt erfüllen: Deidesheim wurde im Mittelalter und der frühen Neuzeit einige Male erobert und niedergebrannt. Abgesehen von einer Belagerung Deidesheims im Spätjahr 1621 durch spanisch-ligistische Truppen im Dreißigjährigen Krieg war Deidesheim als befestigte Stadt unbedeutend.
1731 wurden die Tore der Stadt nochmals in barocken Formen neu aufgebaut, allerdings hatte die Stadtbefestigung damals bereits ihre Schutzfunktion weitestgehend verloren, da die Entwicklung neuer Angriffswaffen den militärischen Nutzen der mittelalterlichen Festungsanlage deutlich verminderten. Aufgrund des Bevölkerungswachstums Deidesheims war die Stadtmauer nun an vielen Stellen überbaut worden und der Schlossgraben war „ein Sammelplatz aller Ausflüsse der Viehställe und des Schuttes von Steinen und verfallenen Mauermatererialien“.

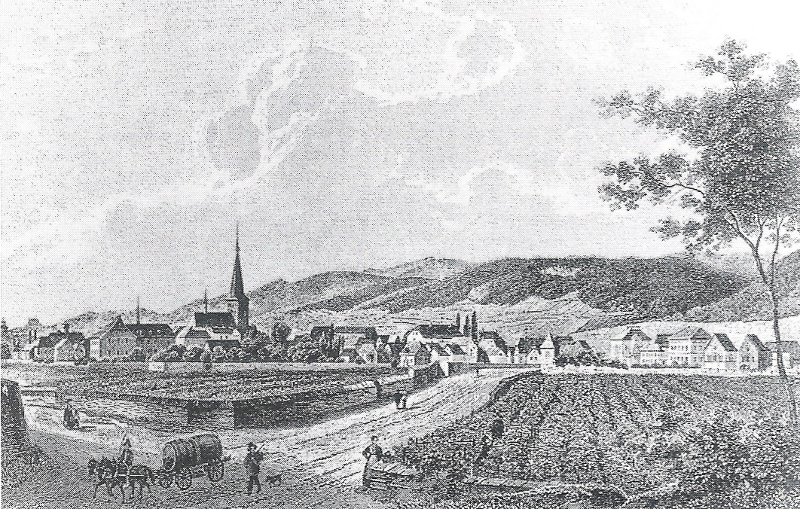
Deidesheim um 1840. Die Stadtmauer ist verschwunden und die ehemalige Stadtgrenze wurde an vielen Stellen überbaut.

Nach 1818 wurden die meisten Teile der Stadtmauer zurückgebaut, der den Stadtgraben umgebende Wall wurde nivelliert. 1820 wurden die Stadttore mit den dazugehörenden Zwingeranlagen abgerissen. Dort, wo früher das südliche Haupttor stand, wurde später zu Ehren des bayerischen Königs Maximilian Joseph der „Königsgarten“ errichtet. Das Gelände längs der Stadtmauer wurde als Baugrundstücke verkauft und einige Türme zu Wohnzwecken vermietet. An manchen Stellen wurden Häuser direkt an die Stadtmauer gebaut, so dass diese mit Häusern verbaute Teile noch heute zu sehen sind.

## Befestigungsanlage
Die Stadtmauer verlief früher entlang der Spitalgasse, der Grottenmauergasse, der Stadtmauergasse und der Burggasse; sie bezog die Burg mit deren Gemäuer in die Befestigungsanlage mit ein – dies ist der Abschnitt zwischen Burggasse und Spitalgasse. Die Stadtmauer orientierte sich in diesem Bereich an den Vorgaben der Burgwehr und verlängerten diese nach Nordwesten und Südosten. Auch außen an der Stadtmauer entlang verliefen Straßen: Die Kirschgartenstraße, Bleichstraße, Bennstraße, Prinz-Rupprecht-Straße und der Johannes-Mungenastweg. Obwohl von der ursprünglichen Bausubstanz der Befestigungsanlage wenig übrig geblieben ist, kann man anhand dieses doppelten Ringstraßennetzes Deidesheim klar als eine im Mittelalter befestigte Stadt erkennen.
Die Stadtmauer war mit 14 Türmen bewehrt und hatte zwei Stadttore – das nach Norden führende „Wormser Tor“ und das nach Süden führende „Landauer Tor“, auch „Dietelpforte“ genannt. Von den ursprünglich 14 Wehrtürmen sind heute noch fünf erhalten, deren Dächer allerdings nicht mehr ihr ursprüngliches Aussehen haben. Der Torturm des Südtores war mit einem Torzwinger verstärkt. Das einzige fortlaufende, freistehende Stück Stadtmauer findet man heute noch in der Spitalgasse. Es besteht aus Bruchsteinmauerwerk, auf ihren Kragsteinen ruhte früher der Wehrgang.
Umgeben war die Stadtmauer von dem Stadtgraben, dem wiederum ein Wall vorgelagert war. Der Stadtgraben kann heute noch, obwohl er an vielen Stellen überbaut worden ist, beinahe überall begangen werden. Durchflossen wurde der Stadtgraben von einem Wasserlauf, der – im Vergleich zu dem gestauten Gräben der Burg – sehr schmal war. Gestaut wurde der Stadtgraben nur an einer Stelle Westen der Stadt, wo die Freiherren von Sturmfeder einen Fischteich hatten. Das Wasser, das durch den Stadtgraben floss, wurde vom Weinbach umgeleitet.

## Baubestand
Reste der Stadtbefestigung findet man heute noch verbaut mit Hauswänden oder in den Fundamenten der Häuser an der Westseite der Stadtmauergasse, den Gebäuden mit den geraden Nummern ab der Nummer 8 bis 56. Die markantesten Überbleibsel des Berings, Mauerreste (Heumarktstraße 20, Spitalgasse 21/23 und Stadtmauergasse 46), sechs mehr oder weniger gut erhaltene Wehrtürme (Burggasse 7/9, Spitalgasse 9, Spitalgasse 37, Stadtmauergasse 34, Stadtmauergasse 46 und Weinstraße 63), und Überreste eines Wachhauses (Weinstraße 66), sind im Folgenden näher beschrieben:
Burggasse 7/9
Der sogenannte „Pulverturm“ ist ein runder, zweigeschossiger Turm aus Bruchsteinen. Zu Anfang des 20. Jahrhunderts war nur ein Stumpf noch erhalten, der Rest wurde restauriert.

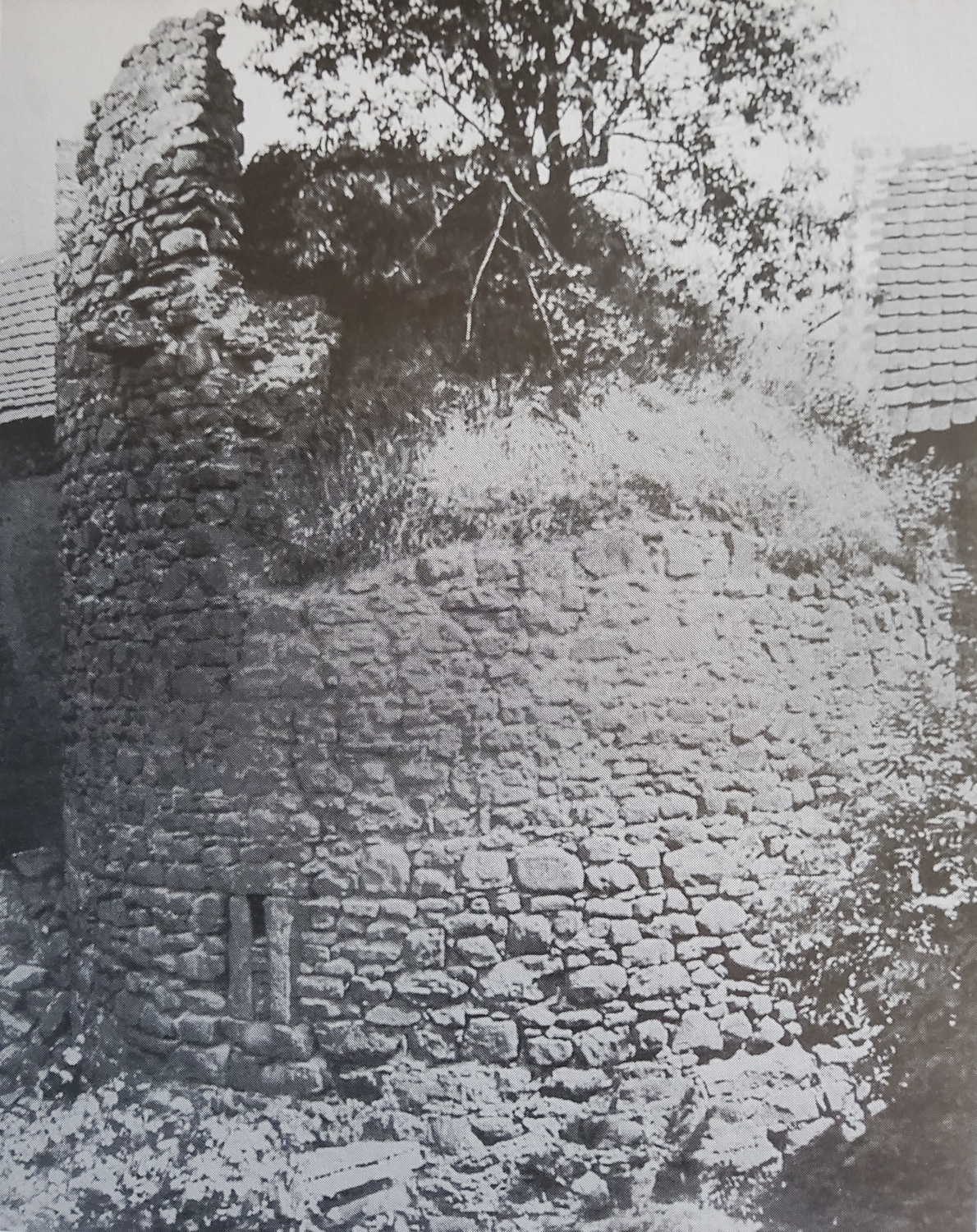
Turm um 1910
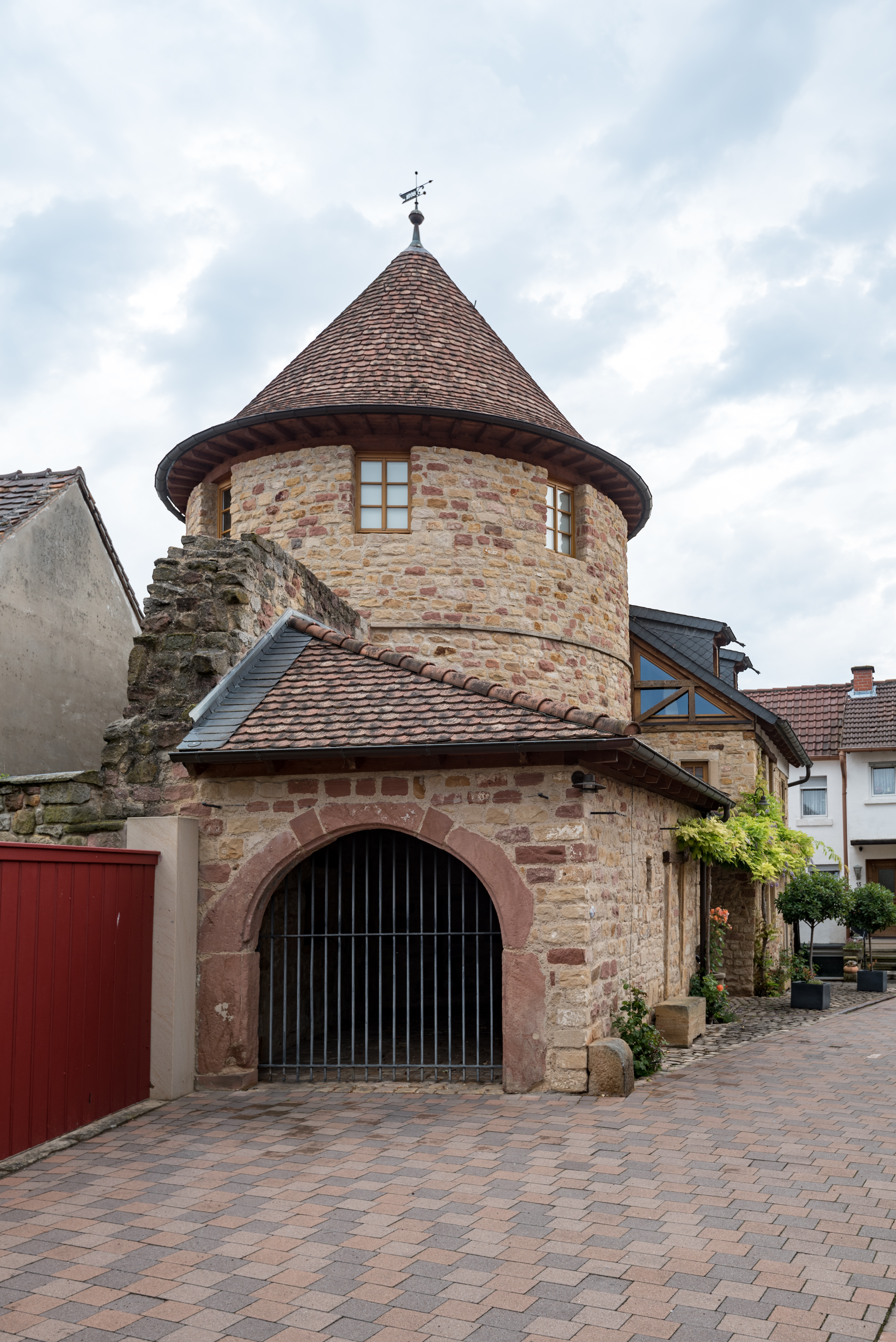
Ansicht von Westen
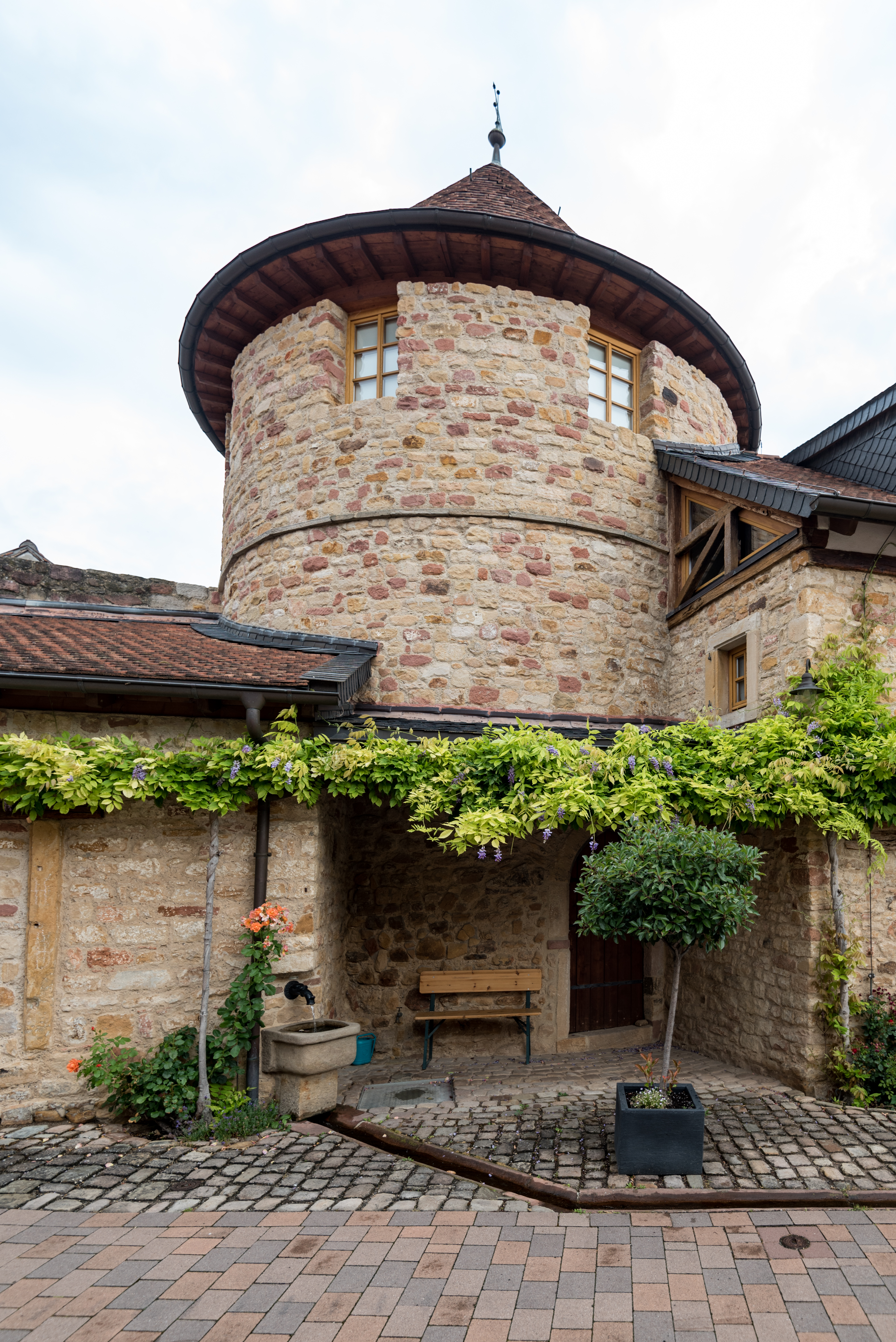
Ansicht von Süden

Heumarktstraße 20
Stadtmauerrest mit Kragstein, heute mit dem Nebengebäude verbaut.

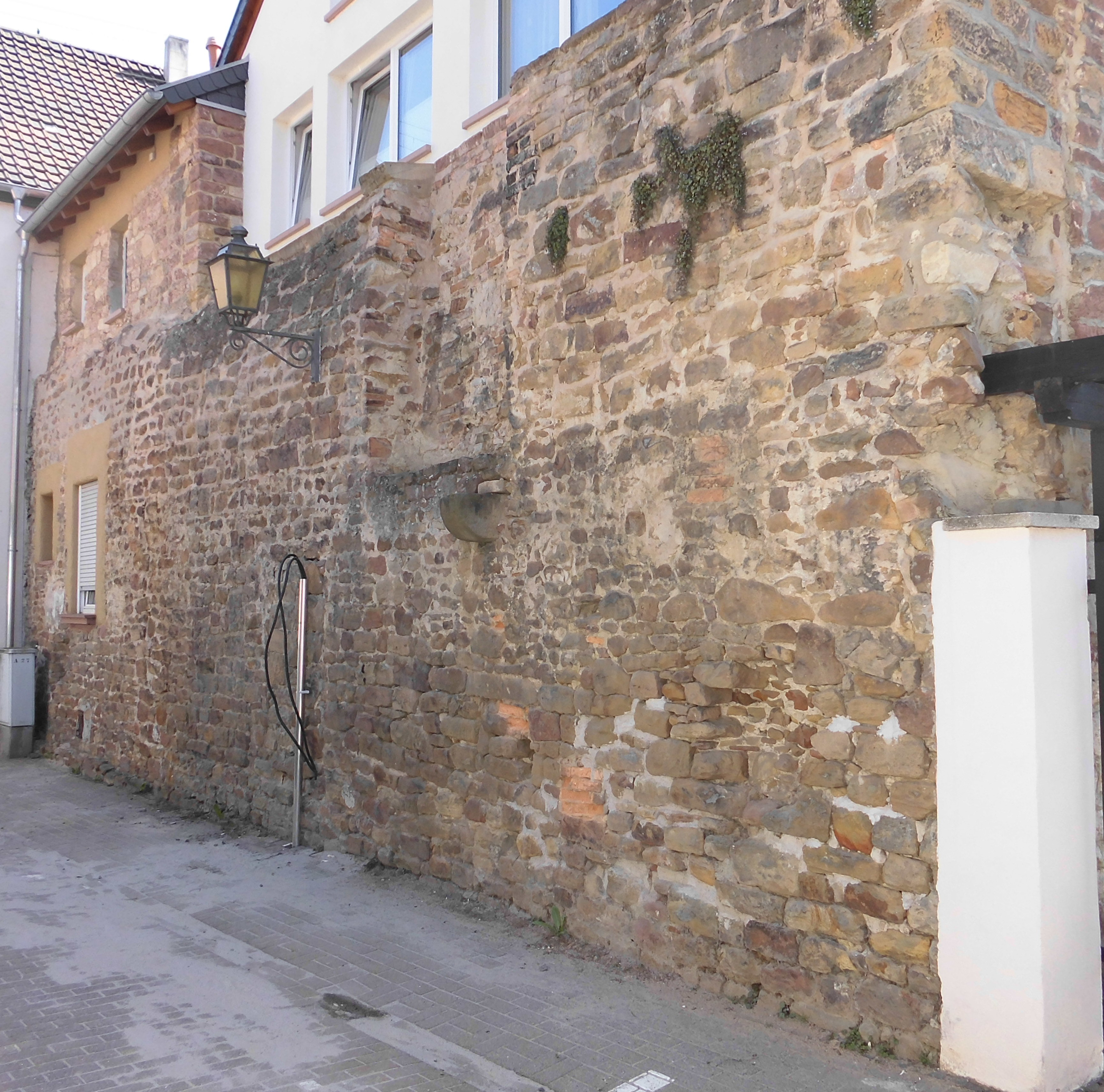
Ansicht von Nordosten
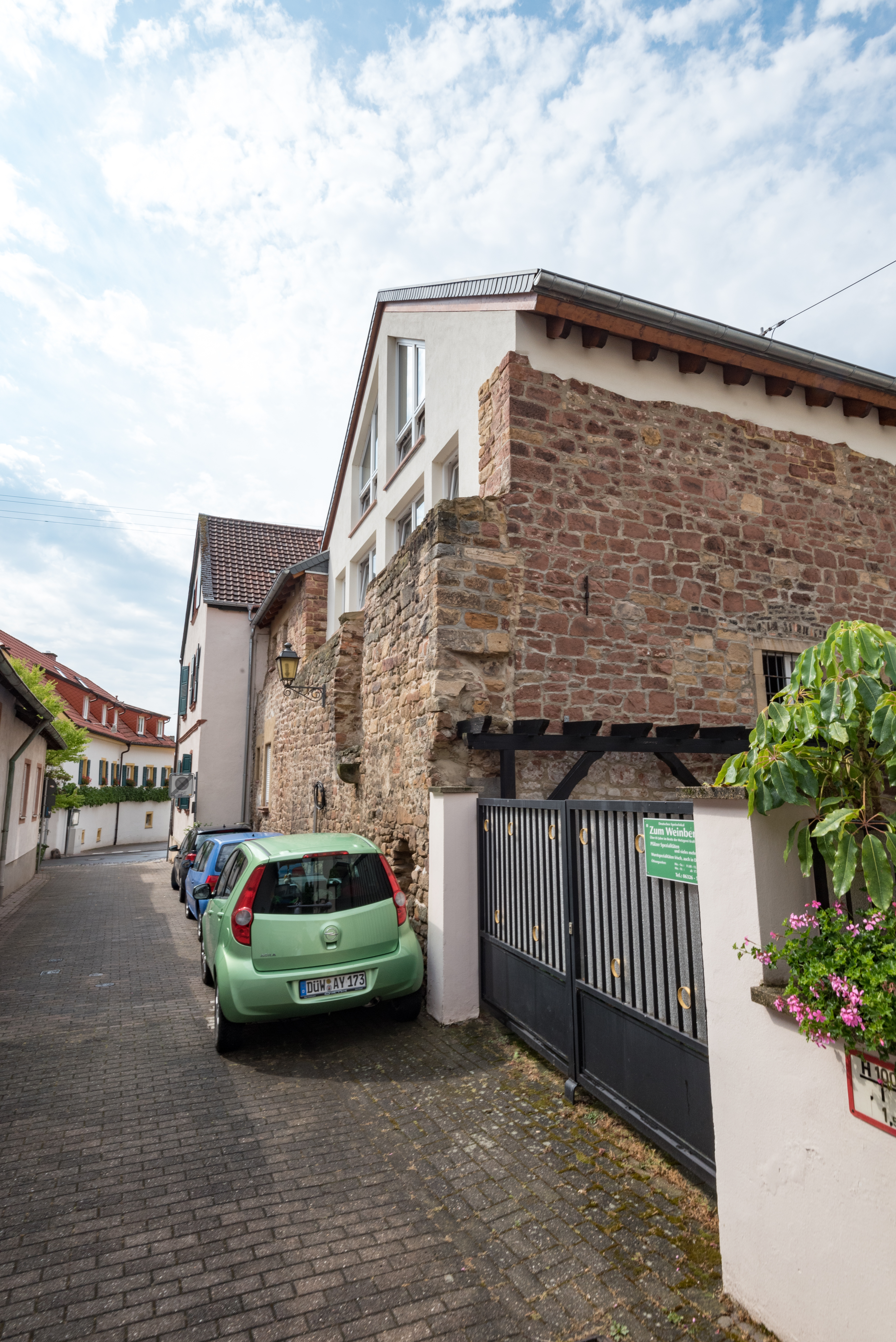
Ansicht von Nordosten

Spitalgasse 9
Wohnhaus der mit Stadtmauerresten verbaut, die Tür mit rechteckigem Gewände stammt wohl aus dem 18. Jahrhundert. Am südlichen Ende der „Rothenturm“, ein zweigeschossiger, dreiviertelrunder Turm der Stadtbefestigung aus Bruchsteinmauerwerk. Die kleine Pforte zur Spitalgasse hin ist wohl aus der Zeit um 1600.

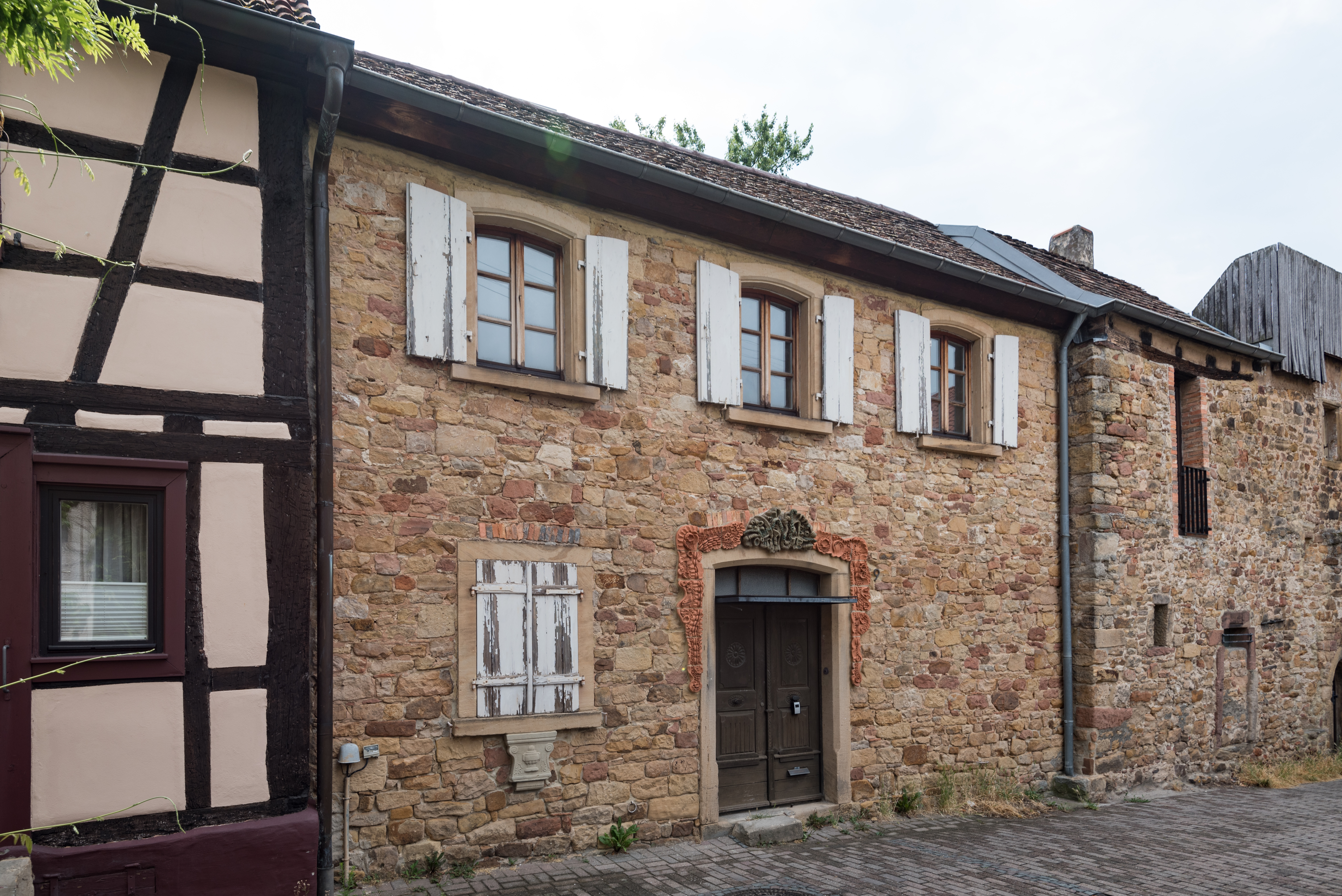
Wohnhaus mit Tor
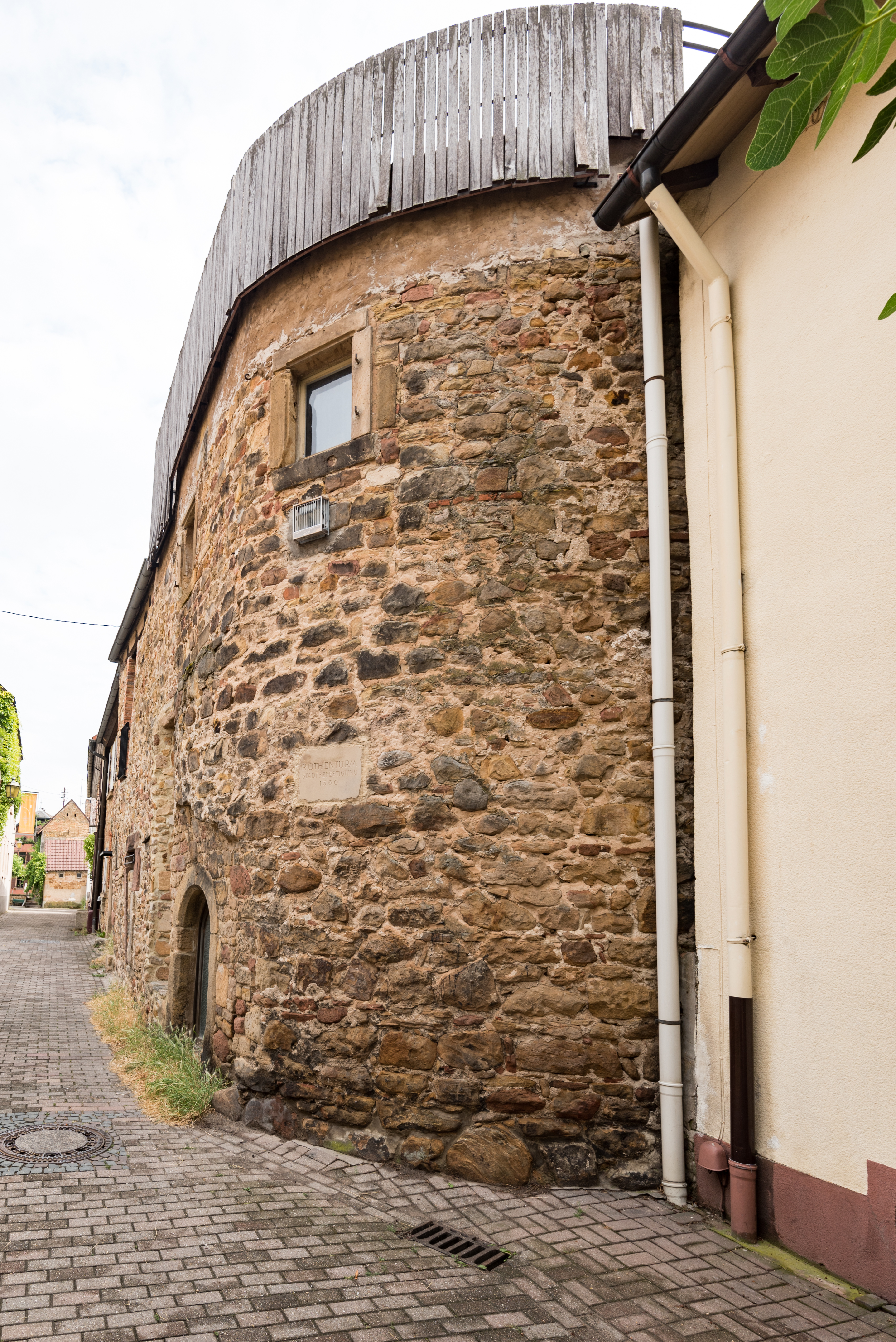
„Rothenturm“
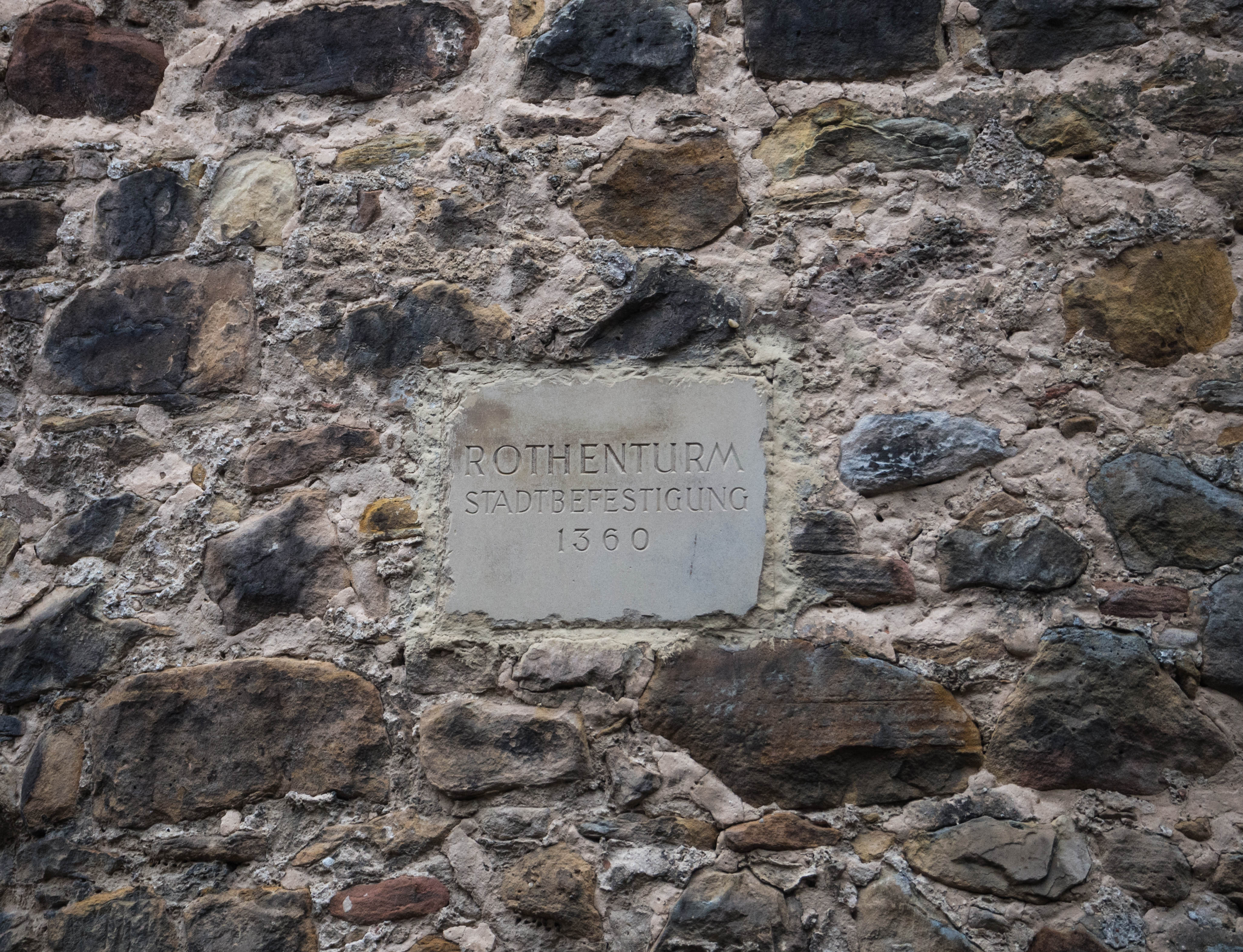
Inschrift

Spitalgasse 21/23
Stadtmauerrest aus Bruchsteinen, etwa zehn Meter lang und viereinhalb Meter hoch. Die Richtung Stadt weisenden Kragsteine in etwa drei Metern Höhe trugen früher den Wehrgang.

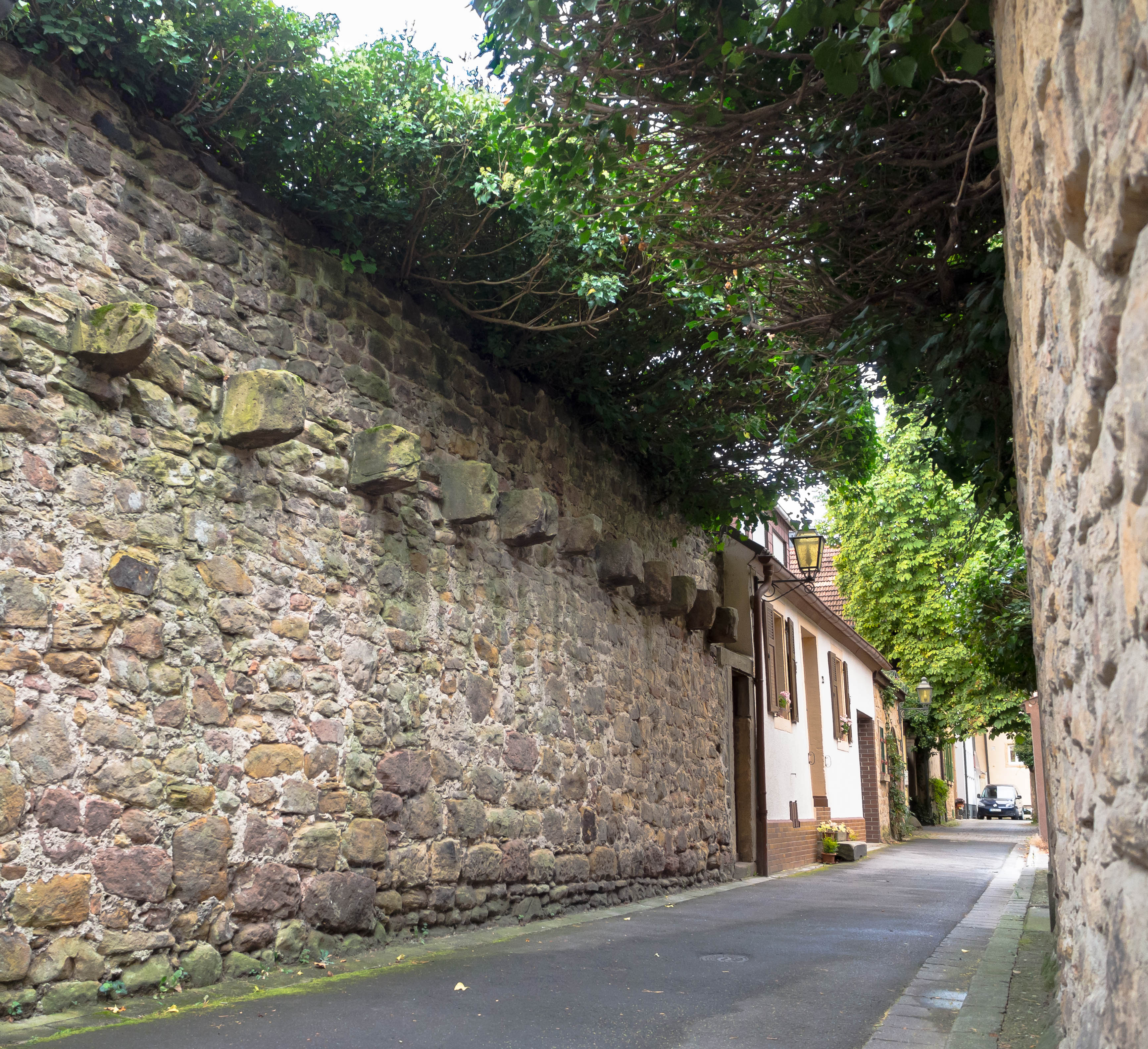
Ansicht aus nördlicher Richtung
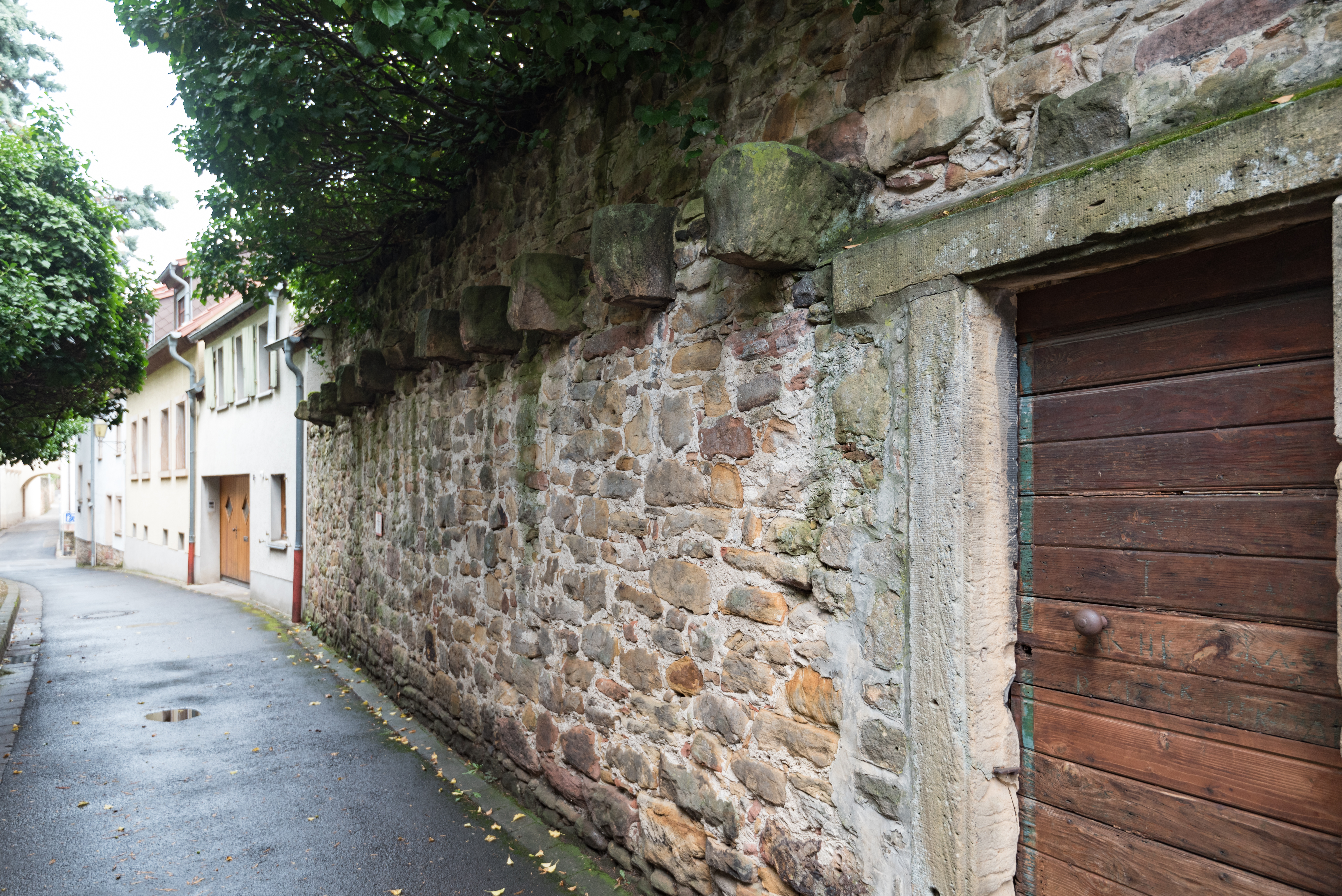
Ansicht aus südlicher Richtung

Spitalgasse 37
„Multenturm“: Beinahe freistehender, fast runder Turm aus Bruchsteinen, heute verputzt. Er wurde um 1720 – damals dreigeschossig – in ein Wohnhaus umgewidmet. Das an den Ecken über das Mauerwerk hinausragende Satteldach stammt aus dem späten 19. Jahrhundert.

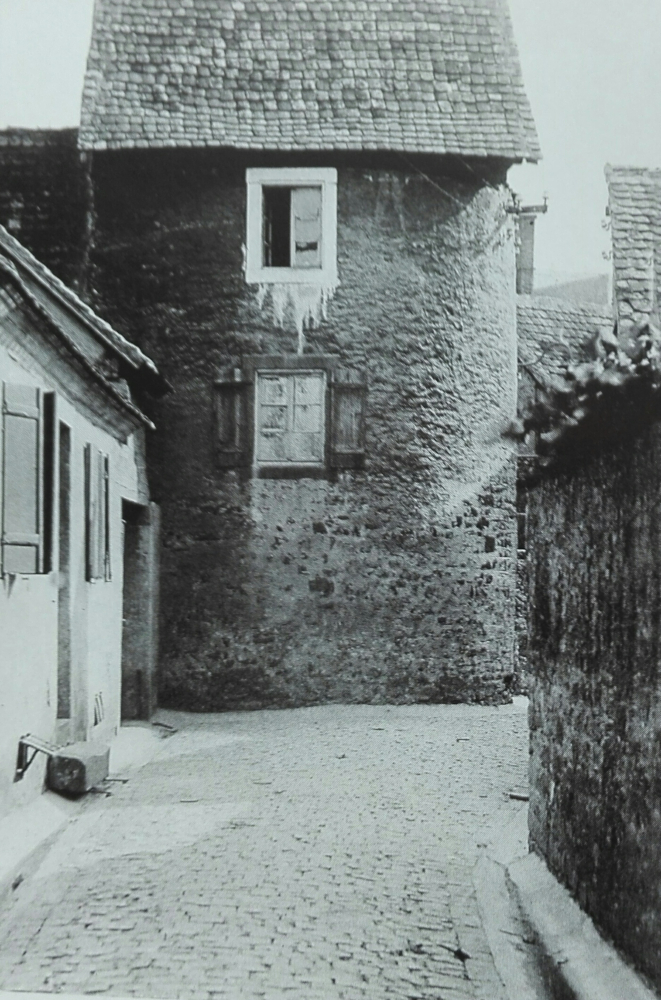
Ansicht von Norden, um 1910
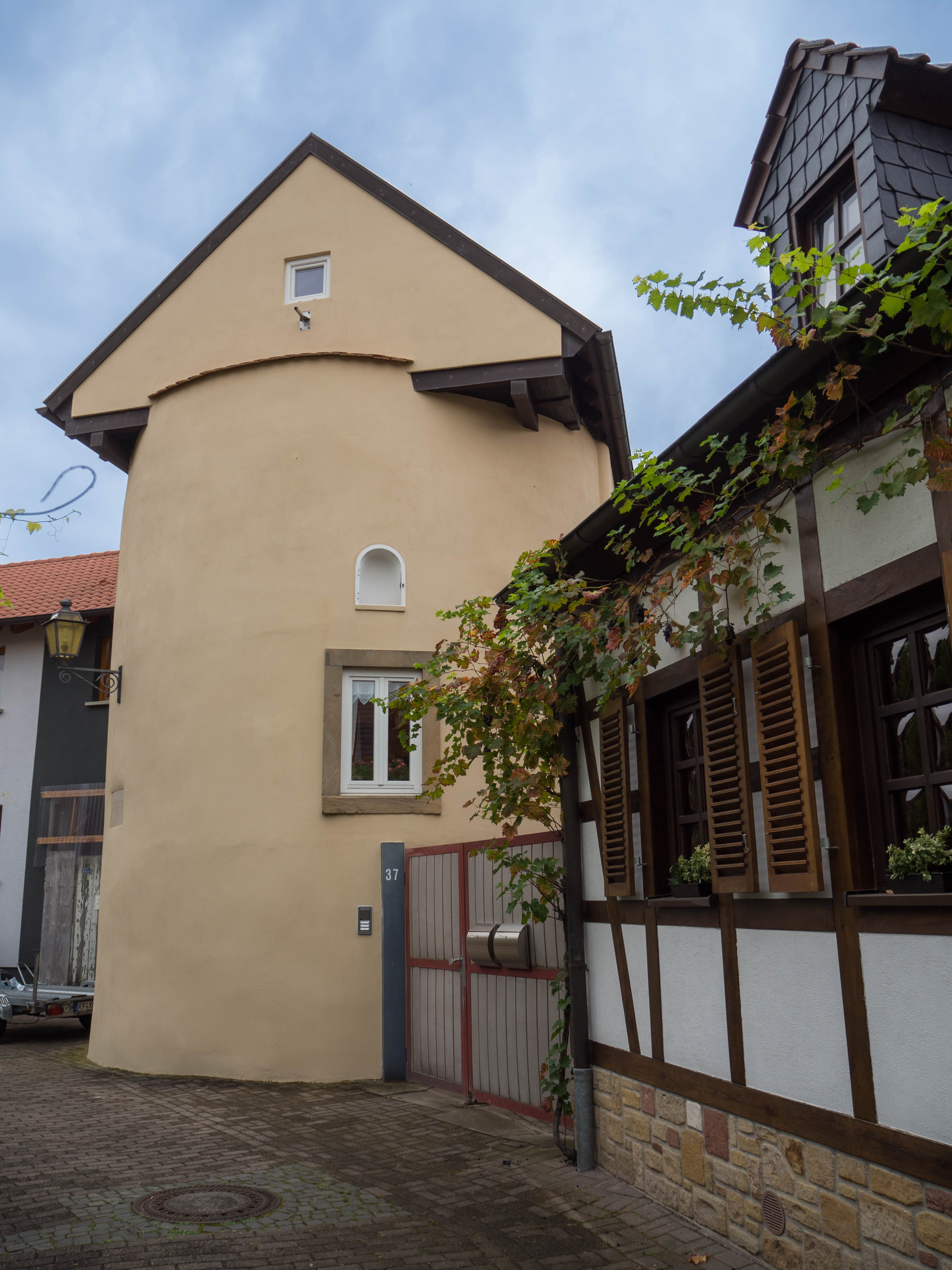
Ansicht von Westen
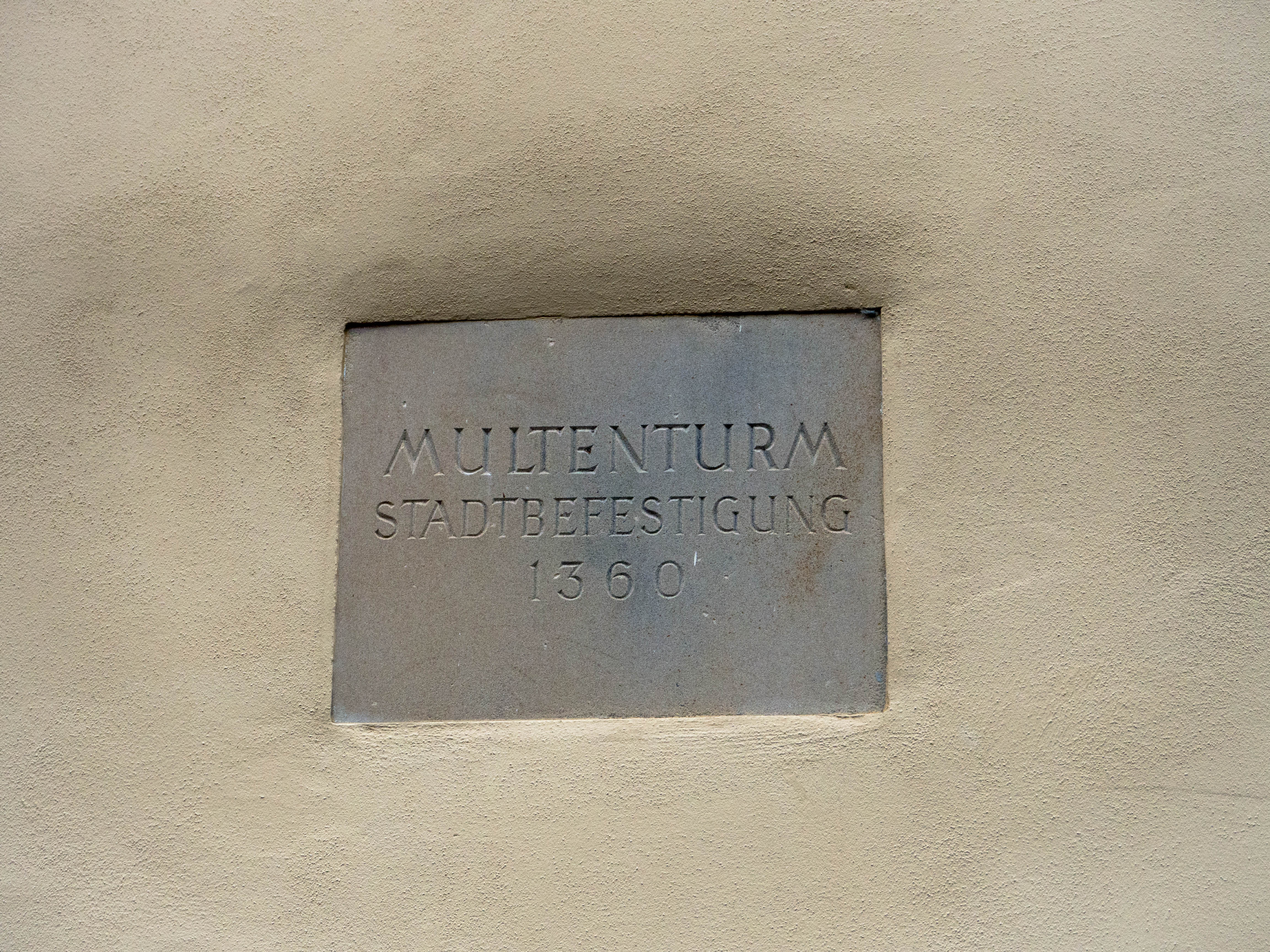
Inschrift

Stadtmauergasse 34
Reste eines Rundturms der Stadtbefestigung im rückwärtigen Teil des Gebäudes; von der Stadtmauergasse aus schlecht zu sehen.
Stadtmauergasse 46
Reste der Stadtmauer sowie ein Reste eines Turms im rückwärtigen Teil des Gebäudes. Zwei Schießscharten aus dem 14. Jahrhundert sind noch erhalten; von der Stadtmauergasse aus schlecht zu sehen.
Weinstraße 63
Runder, zweigeschossiger Turm der Stadtbefestigung. Wurde im 18. Jahrhundert für Wohnzwecke umfunktioniert und mit angrenzenden Gebäuden verbaut, so dass sich seine ursprüngliche Gestalt nur noch erahnen lässt.

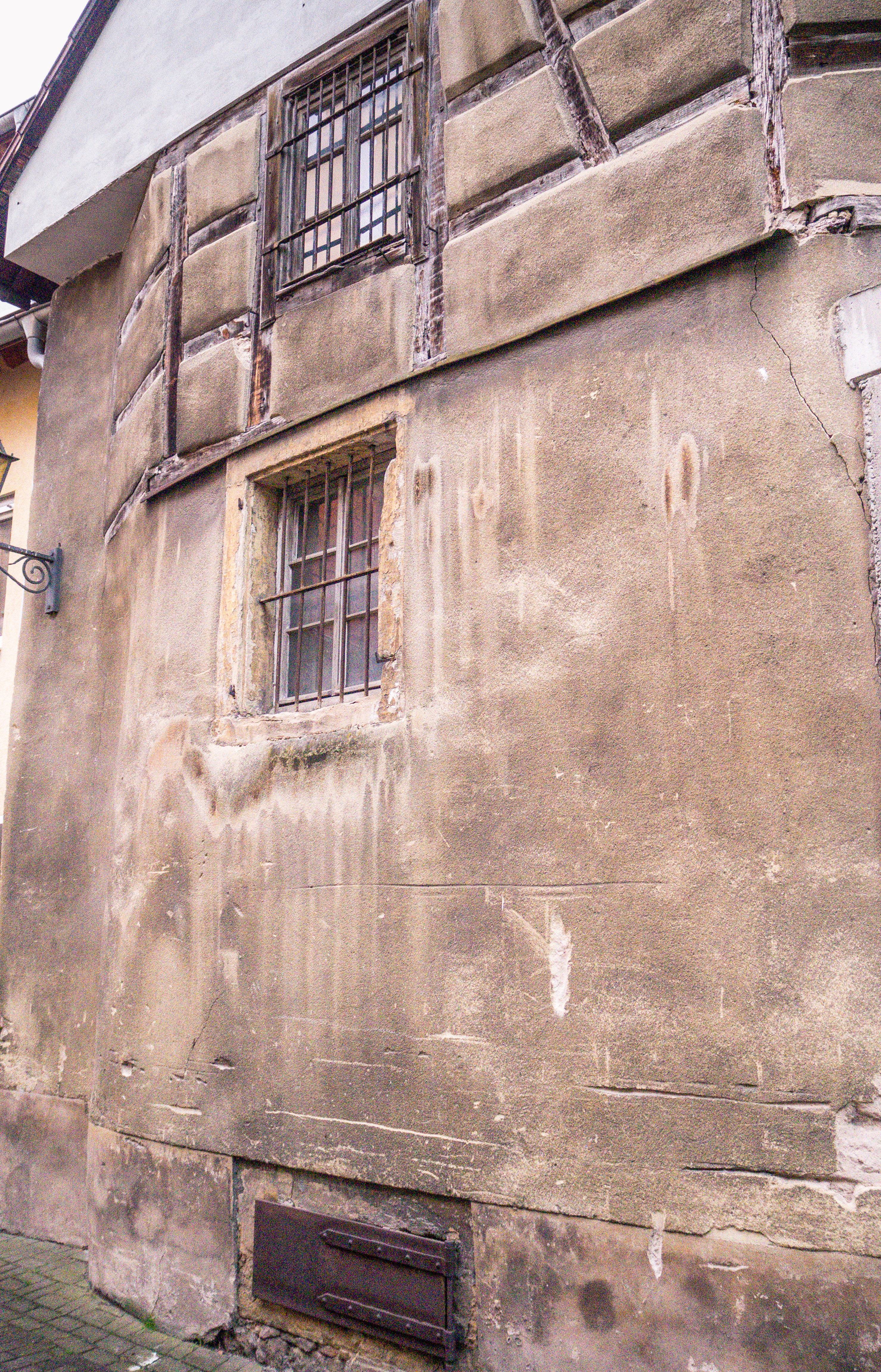
Ansicht von Nordwesten aus der Spitalgasse
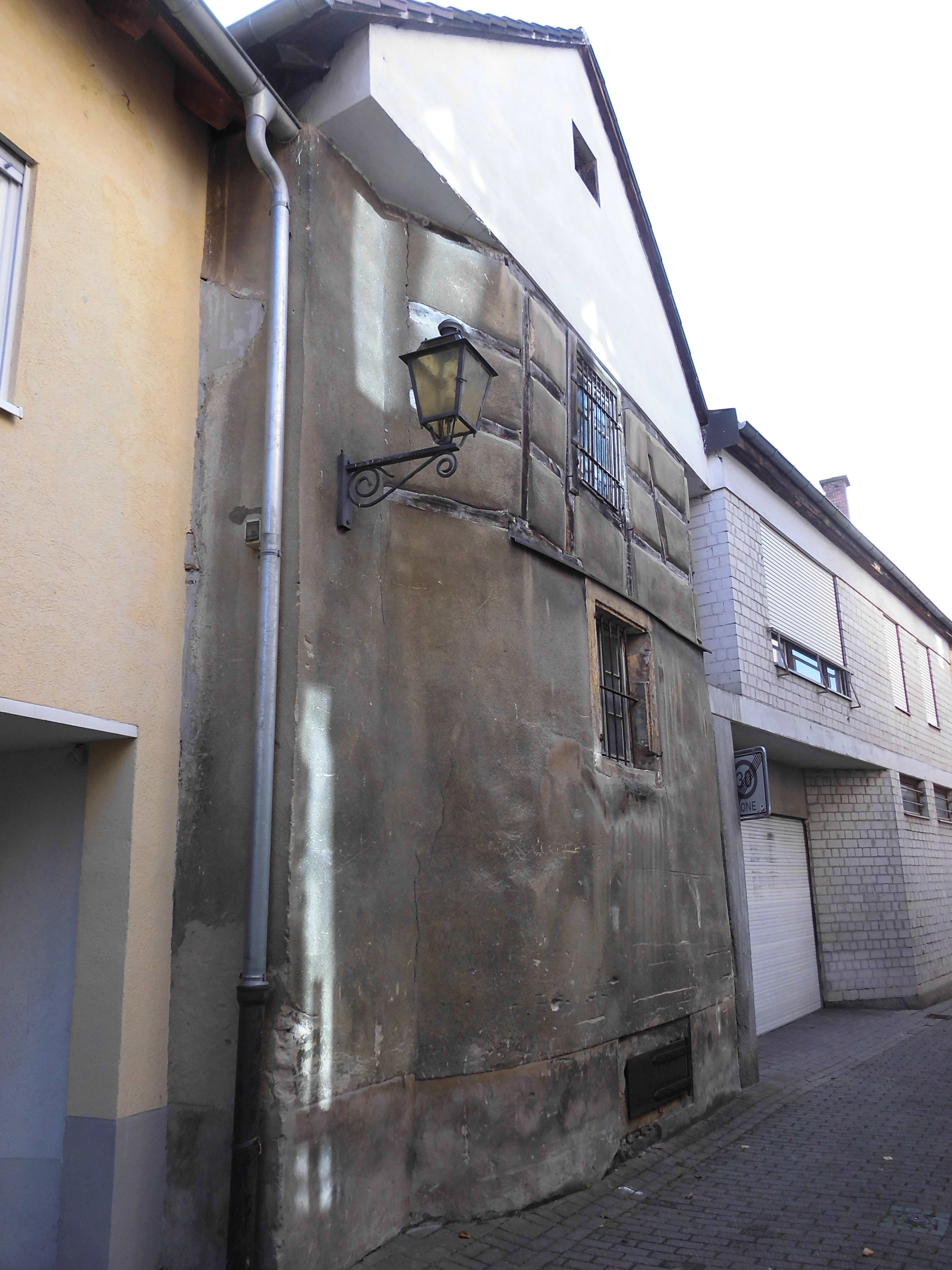
Ansicht von Nordosten aus der Spitalgasse

Weinstraße 66
Das Haus birgt in seinem Kern Reste des früheren Wachhauses am südlichen Tor der Stadtmauer.

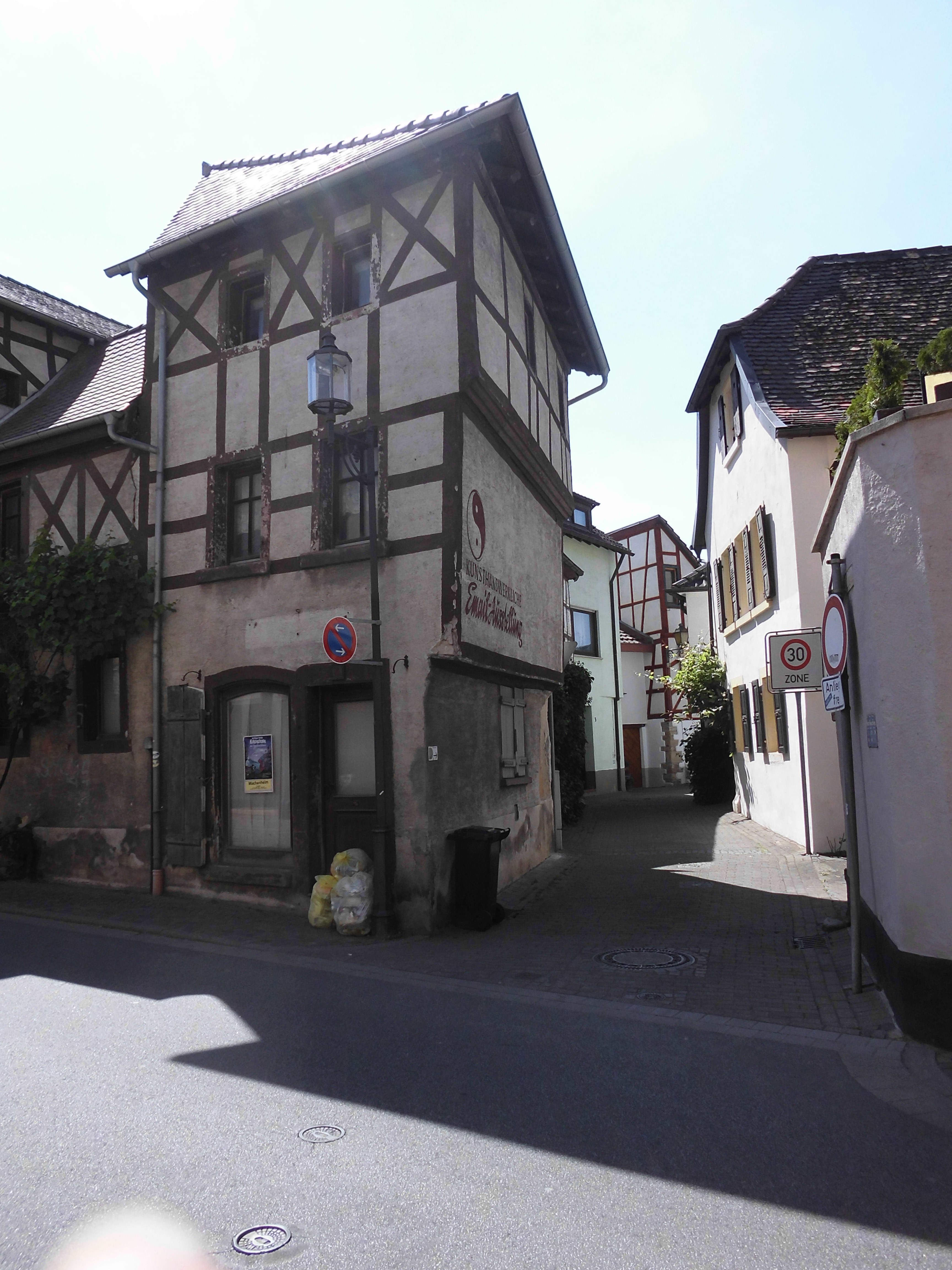
Ansicht von Osten